# NGC 3636
NGC 3636 ist eine elliptische Galaxie vom Hubble-Typ E0 im Sternbild Becher südlich des Himmelsäquators, die schätzungsweise 71 Millionen Lichtjahre von der Milchstraße entfernt ist. Gemeinsam mit zwei weiteren Galaxien bildet sie die NGC 3672-Gruppe oder LGG 235.

Das Objekt wurde am 4. März 1786 vom deutsch-britischen Astronomen und Musiker William Herschel entdeckt.